# Tifón Shanshan (2018)
El Tifón Shanshan fue un tifón fuerte y de movimiento lento que pasó cerca de Japón antes de avanzar hacia el mar. Shanshan fue la decimocuarta tormenta con nombre y el quinto tifón de la temporada de tifones del Pacífico de 2018.